# Чалбаш, Эмир Усеин
Эми́р Усеи́н Чалба́ш (крымскотат. Emir Üsein Çalbaş, Эмир Усеин Чалбаш; 5 января 1918, Верхняя Кутузовка — 6 августа 2005, Алушта) — советский лётчик-ас, военный лётчик 1-го класса (1954), Полковник (1956).

## Биография
Родился в семье бедняка в деревне Шумы (Алуштинская волость, Ялтинский уезд, Таврическая губерния, Российская республика). Крымский татарин. Окончил Качинскую школу военных лётчиков, учился в одной группе с Амет-Хан Султаном.
После досрочного выпуска, из-за напряжённых международных отношений в марте 1940 года, Эмир-Усеина оставили в школе инструктором. С началом Великой Отечественной войны Качинскую лётную школу перевели в окрестности города Красный Кут Саратовской области.
В начале 1942 года, после неоднократной подачи рапортов командованию, убыл на фронт. Проходил боевую службу в 627 иап. Затем в 49 иап.
В период Великой Отечественной войны защищал небо над Москвой, будучи в составе Центрального фронта; участвовал в боях на Курской дуге, а также в боях за Смоленск. Эмир-Усеин совершил 360 боевых вылетов. В воздушных боях лично сбил 11 самолётов противника и 6 — в групповых воздушных боях.
В конце войны направлен инструктором во вновь открытую Высшую офицерскую школу воздушного боя ВВС (город Люберцы Московской области). Участвовал в первом за время Великой Отечественной войны воздушном параде в честь празднования Дня авиации СССР состоявшимся 20 августа 1944 года в небе Москвы.
После победы Эмир-Усеин Чалбаш убыл заместителем командира полка на Дальнем Востоке. Служил в разных должностях, занимался испытаниями сверхзвуковых самолётов. В 1959 году по состоянию здоровья, в звании полковника, лётчика первого класса уволился в запас.
Долгие годы Эмир-Усеин Чалбаш жил в Киеве, преподавал в Киевском высшем военном авиационно-инженерном училище.
С 2003 года проживал в Алуште.
Скончался 6 августа 2005 года в Алуште, был похоронен на аллее Героев в Алуште.
5 января 2006 года в день, когда герою исполнилось бы 88 лет, на доме, где он жил, установили мемориальную доску.

## Награды
- 2 ордена Красного Знамени (16.04.1942; 16.10.1957)
- орден Александра Невского (12.08.1943)
- 2 ордена Отечественной войны II степени (29.05.1943; 11.03.1985)
- 3 ордена Красной Звезды (10.12.1942; 30.04.1954; 22.02.1955)
- орден Богдана Хмельницкого III степени (Украина, 14.10.1999)
- медаль «За боевые заслуги» (20.06.1949)
- другие медали

## Память
У дома, где жил Эмир Усеин Чалбаш, была установлена мемориальная доска, на которой высечены слова: «В этом доме жил герой Великой Отечественной войны, лётчик-истребитель, славный сын крымскотатарского народа Чалбаш Эмир-Усеин».